# Église Sainte-Eugénie de Souanyas
Pour les articles homonymes, voir Sainte Eugénie et Église Sainte-Eugénie.
L'église Sainte-Eugénie de Souanyas est une église romane située à Souanyas, dans le département français des Pyrénées-Orientales.

## Architecture

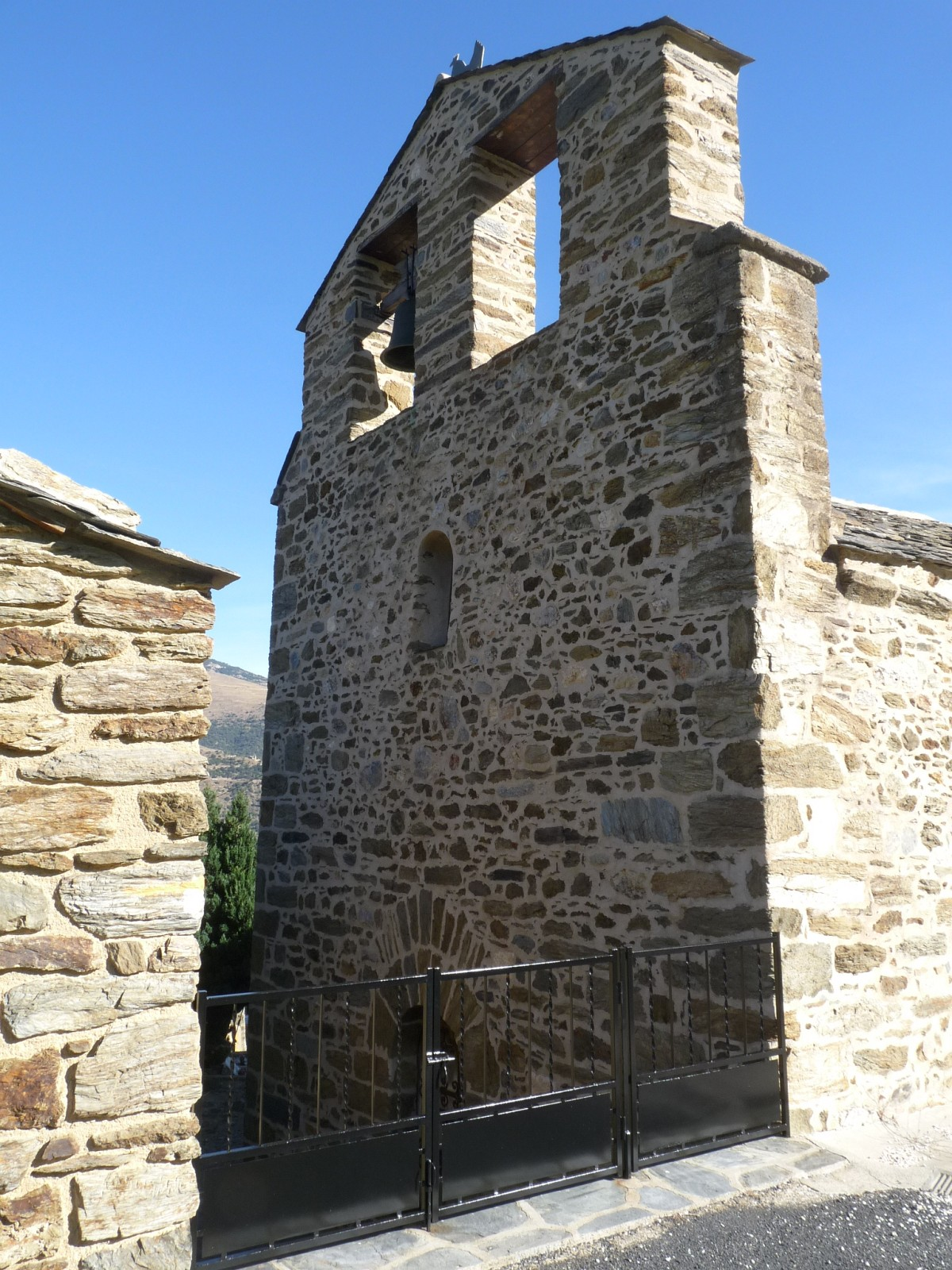
La façade et le clocher
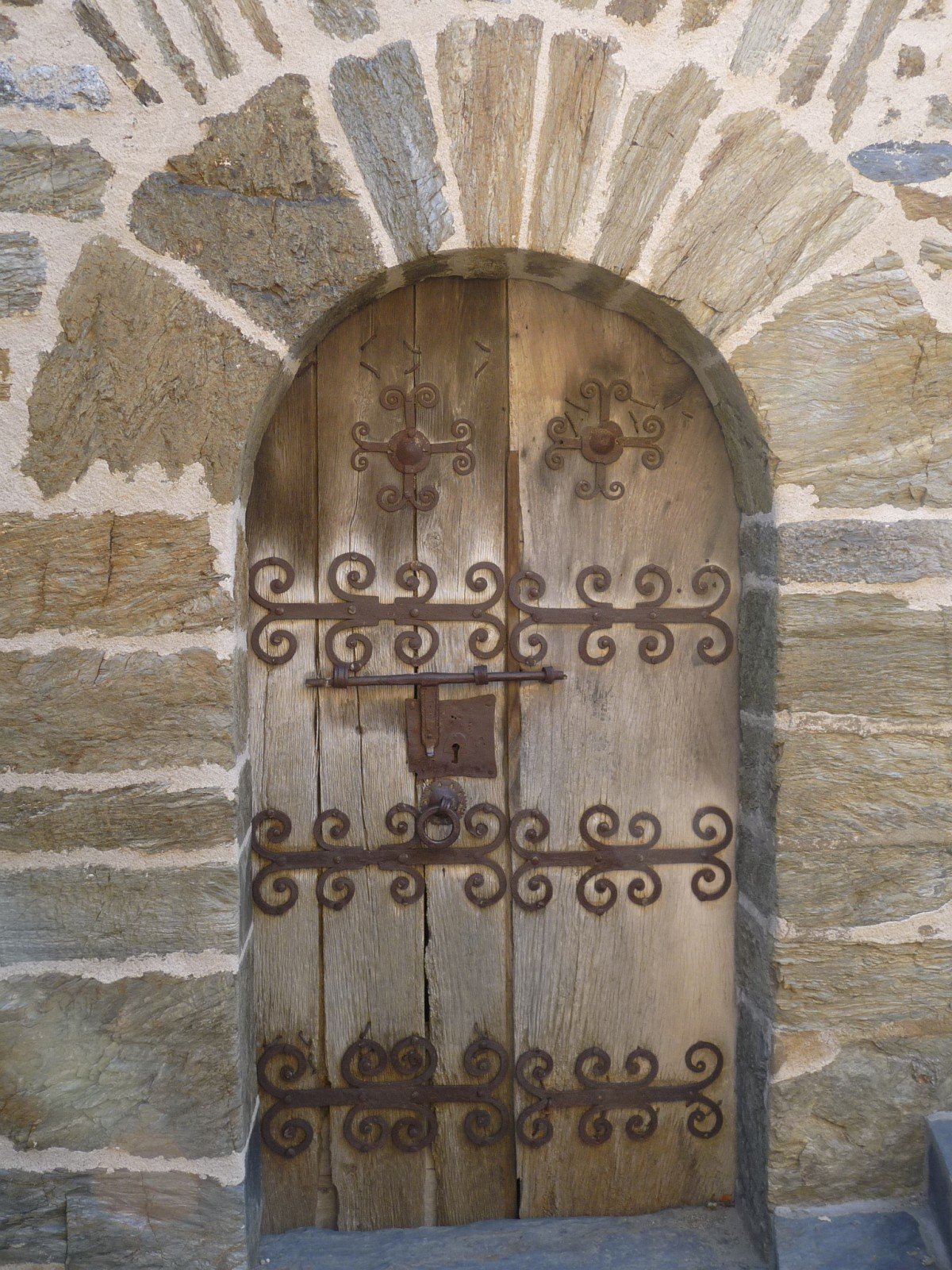
La porte ouvragée

## Mobilier
L'église possède un retable des XVe et XVIe siècles, classé monument historique au titre objet depuis 1981.